# Николян, Альберт Хачатурович
Альбе́рт Хачату́рович Николя́н (арм. Ալբերտ Նիկոլյան; род. 9 октября 1959, Ереван, Армянская ССР) — советский боксёр, двукратный призёр чемпионата СССР (1979, 1981), чемпион Европы (1979), финалист Кубка мира (1979) в полутяжёлой весовой категории. Мастер спорта СССР международного класса (1979).

## Биография
Альберт Николян родился 9 октября 1959 года в Ереване. Начал заниматься боксом в 1971 году под руководством Кима Енгояна. Наиболее успешным в его спортивной карьере был 1979 год, когда он стал серебряным призёром VII летней Спартакиады народов СССР, завоевал звание чемпиона Европы, дошёл до финала Кубка мира. В решающем бою чемпионата Европы одержал победу над известным югославским боксёром серебряным призёром Олимпийских игр (1976) и чемпионата мира (1978) Тадией Качаром.
В 1985 году Альберт Николян завершил свою спортивную карьеру. В дальнейшем занимался тренерской деятельностью, в 1996–2005 годах работал помощником главного тренера национальной сборной Армении по боксу. С 2009 года является председателем судейской комиссии и вице-президентом Федерации бокса Армении.